# Климат Шпицбергена

Карта Шпицбергена.

На климат архипелага Шпицберген влияет его географическое расположение между 74 ° и 81 ° северной широты. Средняя температура июля колеблется от +4 до +6 °C, января — от −12 до −16 °C.
Благодаря мощному теплому северо-атлантическому течению температура на Шпицбергене в зимние месяцы более чем на 20 °C превышает температурные средние показатели для данных широт в России и Канаде. Это делает прибрежные воды судоходными практически круглый год. В отличие от прибрежных районов, защищенные горами внутренние районы архипелага имеют меньшие перепады температур: На 2 °C ниже в летний период, и на 3 °C выше в зимний. На юге Шпицбергена температура выше, чем на западе и севере. Зимой разница температур между северными и южными районами составляет 5 °C, летом — 3 °C. Самая теплая точка архипелага — остров Медвежий, где температура выше, чем на остальных островах.
Шпицберген — место встречи холодного полярного воздуха с мягким и влажным морским воздухом с юга. Это создает области низкого давления и способствует резкому изменению погоды и резким порывам ветра, в особенности зимой. Зимой 17 % всего времени на архипелаге дует сильный ветер, в то время как летом ветер дует всего 1 %. Летом образуется туман с видимостью до 1 километра. 20 % всего летнего времени на Шпицбергене господствуют сильные туманы.. На Западном Шпицбергене осадки идут часто, но выпадают в небольших количествах, как правило не превышая 400 мм в Западном Шпицбергене. На островах с восточной стороны архипелага дожди идут гораздо сильнее. Уровень осадков в этом районе может достигать более 1000 мм.
| \| Показатель \| Янв. \| Фев. \| Март \| Апр. \| Май \| Июнь \| Июль \| Авг. \| Сен. \| Окт. \| Нояб. \| Дек. \| Год \| \| ----------------------------------------------------------------------------------------- \| ---- \| ---- \| ---- \| ---- \| --- \| ---- \| ---- \| ---- \| ---- \| ---- \| ----- \| ---- \| ------ \| \| Средний суточный максимум, °C \| −13 \| −13 \| −13 \| −9 \| −3 \| 3 \| 7 \| 6 \| 1 \| −4 \| −8 \| −11 \| −4,75 \| \| Средний суточный минимум, °C \| −20 \| −21 \| −20 \| −16 \| −7 \| −1 \| 3 \| 2 \| −3 \| −9 \| −14 \| −18 \| −10,33 \| \| Норма осадков, мм \| 22 \| 28 \| 29 \| 16 \| 13 \| 18 \| 24 \| 30 \| 25 \| 19 \| 22 \| 25 \| 271 \| \| Источник: Данные по климату и продолжительности светового дня на Шпицбергене[5], май 2011 \| \| \| \| \| \| \| \| \| \| \| \| \| \| |      |      |      |      |     |      |      |      |      |      |       |      |        |
| Показатель | Янв. | Фев. | Март | Апр. | Май | Июнь | Июль | Авг. | Сен. | Окт. | Нояб. | Дек. | Год    |
| Средний суточный максимум, °C | −13  | −13  | −13  | −9   | −3  | 3    | 7    | 6    | 1    | −4   | −8    | −11  | −4,75  |
| Средний суточный минимум, °C | −20  | −21  | −20  | −16  | −7  | −1   | 3    | 2    | −3   | −9   | −14   | −18  | −10,33 |
| Норма осадков, мм | 22   | 28   | 29   | 16   | 13  | 18   | 24   | 30   | 25   | 19   | 22    | 25   | 271    |
| Источник: Данные по климату и продолжительности светового дня на Шпицбергене, май 2011 |      |      |      |      |     |      |      |      |      |      |       |      |        |

## Ураганы в Шпицбергене
Шпицберген регулярно сталкивается с мощными метеорологическими явлениями, среди которых ураганы представляют особую опасность для местных жителей. 19 декабря 2016 года на архипелаге произошел сильнейший за последние 30 лет снежный ураган, приведший к трагическим последствиям в Лонгьире: лавина унесла жизни двух человек, десять серьезно пострадали. Хотя в российском поселке Баренцбург последствия были менее разрушительными, ураганные ветры здесь - не редкость, особенно в зимне-весенний период. Статистика показывает, что в марте 2011 года скорость ветра достигала 41 м/с, а в 1974 году - 40 м/с. В 2016 году сообщается, что в последние годы климат на Шпицбергене становится все менее предсказуемым: участились оттепели, а зимой 2015-2016 наблюдались аномальные осадки в виде дождя и плюсовые температуры даже в новогодние праздники.

## Изменение климата
Учёные Санкт-Петербургского государственного университета обнаружили, что на полярном архипелаге Шпицберген происходит значительное потепление, превышающее среднемировые показатели. Согласно исследованию, температура на этой территории на границе России и Норвегии повышается в три раза быстрее, чем в среднем по северному полушарию — примерно на 0,34 °C за десятилетие. За последние 120 лет специалисты выявили два периода похолодания и два периода потепления, причём текущая фаза нагревания началась в середине 1980-х годов. Учёные связывают это с изменением циркуляции атмосферы в Западном секторе Арктики и последующим усилением парникового эффекта. Эксперты предупреждают, что если тенденция сохранится, ледяной покров в Арктике может полностью исчезнуть в течение следующих 100 лет.
На архипелаге Шпицберген глобальное потепление приводит к оттаиванию вечной мерзлоты, обнажая уникальные захоронения китобоев XVII–XVIII веков. Археологи из проекта "Скелеты в шкафу" спешат изучить эти захоронения, где покоятся около 600 китобоев, пока климатические изменения не уничтожили их полностью. Исследования останков раскрывают подробности о тяжелой жизни китобоев: следы износа суставов, признаки цинги и социальное расслоение среди них. ДНК-анализ показал, что эти люди прибыли из разных европейских стран.